# Жуково (Островский район)
Жуково — деревня в Островском районе Псковской области. Входит в состав Воронцовской волости.
Расположена на левом берегу реки Черёха, в 48 км к северо-востоку от города Остров и в 23 км к северо-востоку от волостного центра, села Воронцово.
Численность населения деревни по состоянию на 2000 год составляет 5 жителей.
До 2005 года деревня входила в состав ныне упразднённой Шаркуновской волости с центром в д. Погорелка.